# Carmela Combe
Carmela Combe Thomson (Lima, 1898 - Miraflores, Lima, 10 de mayo de 1984), pionera de la aviación civil, fue la primera aviadora peruana y la segunda peruana en obtener una licencia de conducir.

## Biografía
Fue precoz en la conducción de vehículos, pues a los 14 años ya sabía manejar automóviles. En 1920 inició su aprendizaje como aviadora en la Compañía Nacional de Aeronáutica de Lima, escuela perteneciente a la firma de aviones Curtis y que tenía su pista de vuelo en el distrito de Bellavista.
Combe, con 20 años, y tras completar el curso de aviación, se inscribió en la Escuela de Aviación Civil de Bellavista, donde fue alumna del piloto estadounidense Lloyd R. Moore. Su actividad aeronáutica la compartía con su pasión por las carreras de autos, compitiendo tanto en coches como en motos.
El 6 de mayo de 1921, después de cuatro horas de instrucción y a pesar de la oposición de sus compañeros varones, Carmela Combe logró volar sola en un avión Curtiss Oriole.
La carrera de aviadora de Carmela Combe fue muy breve. El 9 de julio sufrió un accidente aéreo cuando retornaba a Lima: luego de transportar un dinero para el pago del salario de los trabajadores de una hacienda en Cañete, tuvo que realizar un aterrizaje de emergencia en Chorrillos debido a un panne en el motor. La falla mecánica fue provocada por el uso de gasolina corriente, en vez combustible de 100 octanos. La noticia fue registrada por El Comercio con las siguientes palabras: “El piloto Moore y la señorita Carmela Combe caen desde gran altura. Los pasajeros resultaron ilesos”. Los golpes que recibió en el accidente le afectaron a la columna vertebral, lo que derivó en dolores crónicos y sordera. A pesar de ello, no cejó en su empeño de seguir volando.
Más tarde, una avioneta de su propiedad que había prestado a Emilio Romance tuvo un accidente en Ancash, resultando fatal para el piloto. Esto alertó a su madre, que le rogó que dejase de volar. Combe no abandonó y obtuvo, en 1922, su licencia de manos de Elmer J. Faucett. Viajó a Francia, donde se casó con Julio Bardi, y pudo volar junto al célebre piloto Marcel Doret. En 1932 finalizó sus actividades aéreas.
Murió el 10 de mayo de 1984.

## Distinciones y reconocimientos
Debido a sus logros en la aviación fue condecorada en dos ocasiones. El 27 de septiembre de 1960, la Fuerza Aérea del Perú la distinguió con la "Cruz Peruana al Mérito Aeronáutico" por ser la pionera de la aviación civil en Perú. Veintidós años después, el 27 de septiembre de 1982, el Ministerio de Aeronáutica le impuso la medalla al mérito "Jorge Chávez Dartnell" por su contribución al desarrollo de la aviación civil.
En 2022 recibió un reconocimiento póstumo por parte del Ministerio de la Mujer y Poblaciones Vulnerables (MIMP) del Estado Peruano, el cual, mediante un decreto en ocasión del 8 de marzo, otorgó la condecoración “Orden al Mérito de la Mujer” a Carmela Combe y otras 24 mujeres peruanas, siendo destacadas por su tarea en la defensa de los derechos y por promover la igualdad de género. En particular, Combe fue reconocida por "su rol en la eliminación de barreras para la igualdad de género en el país, como primera mujer aviadora en el Perú".